# Медіапрогноз
Медіапрогноз — публікації в пресі або передачі ефірного мовлення, предметом яких є прогнозування майбутнього або викладення версій медіа щодо розвитку подій.